# Nederlandse kampioenschappen indooratletiek 1989
De Nederlandse kampioenschappen indooratletiek 1989 werden van 3 tot en met 5 februari in de Houtrusthallen in Den Haag gehouden.

## Uitslagen

### 60 m
| rang   | atleet                 | prestatie |
| ------ | ---------------------- | --------- |
| Goud   | Alfons Frankevijle     | 6,88 s    |
| Zilver | Marc van der Krogt     | 6,91 s    |
| Brons  | Regillio van der Vloot | 6,93 s    |

| rang   | atlete             | prestatie |
| ------ | ------------------ | --------- |
| Goud   | Nelli Fiere-Cooman | 7,29 s    |
| Zilver | Edine van Heezik   | 7,43 s    |
| Brons  | Gretha Tromp       | 7,52 s    |

### 200 m
| rang   | atleet                 | prestatie |
| ------ | ---------------------- | --------- |
| Goud   | Rob van de Klundert    | 21,28 s   |
| Zilver | Regillio van der Vloot | 21,71 s   |
| Brons  | Leo van der Meide      | 22,09 s   |

| rang   | atlete              | prestatie |
| ------ | ------------------- | --------- |
| Goud   | Yvonne van Dorp     | 24,36 s   |
| Zilver | Monique Boogaards   | 24,68 s   |
| Brons  | Annerose Scholsberg | 24,77 s   |

### 400 m
| rang   | atleet            | prestatie |
| ------ | ----------------- | --------- |
| Goud   | Allan Ellsworth   | 48,00 s   |
| Zilver | Arjen Visserman   | 48,24 s   |
| Brons  | Erik van der Veen | 48,53 s   |

| rang   | atlete           | prestatie |
| ------ | ---------------- | --------- |
| Goud   | Yvonne van Dorp  | 54,22 s   |
| Zilver | Monique Steennis | 54,50 s   |
| Brons  | Desiree de Leeuw | 55,16 s   |

### 800 m
| rang   | atleet       | prestatie |
| ------ | ------------ | --------- |
| Goud   | Rob Druppers | 1.48,66   |
| Zilver | Ton Baltus   | 1.49,01   |
| Brons  | Hugo Kusters | 1.50,51   |

| rang   | atlete             | prestatie |
| ------ | ------------------ | --------- |
| Goud   | Ellen van Langen   | 2.08,51   |
| Zilver | Letitia Vriesde    | 2.09,29   |
| Brons  | Christine Toonstra | 2.09,69   |

### 1500 m
| rang   | atleet        | prestatie |
| ------ | ------------- | --------- |
| Goud   | Han Kulker    | 3.54,13   |
| Zilver | André Hermsen | 3.54,65   |
| Brons  | Marc Borghans | 3.55,71   |

| rang   | atlete             | prestatie |
| ------ | ------------------ | --------- |
| Goud   | Christine Toonstra | 4.19,22   |
| Zilver | Gretha Jansen      | 4.27,30   |
| Brons  | Annette Bezemer    | 4.35,48   |

### 3000 m
| rang   | atleet         | prestatie |
| ------ | -------------- | --------- |
| Goud   | Herman Hofstee | 8.00,19   |
| Zilver | Hans Koeleman  | 8.00,79   |
| Brons  | Paul Jaspers   | 8.04,01   |

| rang   | atlete         | prestatie |
| ------ | -------------- | --------- |
| Goud   | Elly van Hulst | 9.07,56   |
| Zilver | Marjan Freriks | 9.15,23   |
| Brons  | Carlien Harms  | 9.23,13   |

### 5000 m snelwandelen
| rang   | atleet          | prestatie |
| ------ | --------------- | --------- |
| Goud   | Harold van Beek | 21.30,80  |
| Zilver | Jan Cortenbach  | 21.36,85  |
| Brons  | Ton van Andel   | 21.44,66  |

### 60 m horden
| rang   | atleet         | prestatie |
| ------ | -------------- | --------- |
| Goud   | Robert de Wit  | 8,06 s    |
| Zilver | Marc Kok       | 8,06 s    |
| Brons  | Ysbrand Visser | 8,21 s    |

| rang   | atlete           | prestatie |
| ------ | ---------------- | --------- |
| Goud   | Marjan Olyslager | 8,11 s    |
| Zilver | Ine Langenhuizen | 8,32 s    |
| Brons  | Gretha Tromp     | 8,33 s    |

### hoogspringen
| rang   | atleet            | prestatie |
| ------ | ----------------- | --------- |
| Goud   | Eric Rollenberg   | 2,11 m    |
| Zilver | Vincent Verschoor | 2,08 m    |
| Brons  | Frank van Dorp    | 2,05 m    |

| rang   | atlete                | prestatie |
| ------ | --------------------- | --------- |
| Goud   | Marion Wijnsma        | 1,81 m    |
| Zilver | Monique van der Weide | 1,81 m    |
| Brons  | Jolanda Bleeker       | 1,70 m    |

### hink-stap-springen
| rang   | atleet        | prestatie |
| ------ | ------------- | --------- |
| Goud   | Paul Lucassen | 15,48 m   |
| Zilver | Erik Beaart   | 14,69 m   |
| Brons  | Arthur Lynch  | 14,65 m   |

### polsstokhoogspringen
| rang   | atleet               | prestatie |
| ------ | -------------------- | --------- |
| Goud   | Lino Pani            | 4,80 m    |
| Zilver | Marc Kok             | 4,80 m    |
| Brons  | Gerard van der Zwart | 4,70 m    |

### verspringen
| rang   | atleet         | prestatie |
| ------ | -------------- | --------- |
| Goud   | Emiel Mellaard | 8,23 m    |
| Zilver | Frans Maas     | 7,95 m    |
| Brons  | Hein Macnack   | 7,33 m    |

| rang   | atlete           | prestatie |
| ------ | ---------------- | --------- |
| Goud   | Tineke Hidding   | 6,49 m    |
| Zilver | Edine van Heezik | 6,42 m    |
| Brons  | Marion Wijnsma   | 6,38 m    |

### kogelstoten
| rang   | atleet        | prestatie |
| ------ | ------------- | --------- |
| Goud   | Erik de Bruin | 19,34 m   |
| Zilver | Mario Egbers  | 17,23 m   |
| Brons  | Rob Bakker    | 16,08 m   |

| rang   | atlete             | prestatie |
| ------ | ------------------ | --------- |
| Goud   | Bernadette Fransen | 16,32 m   |
| Zilver | Deborah Dunant     | 15,90 m   |
| Brons  | Christa Speyer     | 14,57 m   |

1969 · 
1970 · 
1971 · 
1972 · 
1973 · 
1974 · 
1975 · 
1976 · 
1977 · 
1978 · 
1979 ·
1980 · 
1981 · 
1982 · 
1983 · 
1984 · 
1985 · 
1986 · 
1987 · 
1988 · 
1989 · 
1990 · 
1991 · 
1992 · 
1993 · 
1994 · 
1995 · 
1996 · 
1997 · 
1998 · 
1999 · 
2000 · 
2001 · 
2002 · 
2003 · 
2004 · 
2005 · 
2006 · 
2007 · 
2008 · 
2009 · 
2010 · 
2011 · 
2012 · 
2013 · 
2014 ·
2015 ·
2016 ·
2017 ·
2018 ·
2019 · 
2020 · 
2021 · 
2022 · 
2023 · 
2024 · 
2025